# Světový pohár v severské kombinaci 2011/2012
Světový pohár v severské kombinaci 2011/12 byl 29. ročníkem závodů nejvyšší světové úrovně v severské kombinaci mužů. Světový pohár se skládal z 27 závodů na 13 místech, byl zahájen 25. listopadu 2011 ve finském Kuusamu a ukončen 10. března 2012 závodem v norském Oslo. Vítězství z ročníku 2010/11 obhajoval Francouz Jason Lamy-Chappuis. Novinkou v tomto ročníku byla soutěž nazvaná "penalty race", tedy závod s trestnými koly. V tomto závodě jsou závodníci podle skoku rozděleni do pásem, na základě kterých se jim do běhu na 10 km s hromadným startem připočítávají trestná kola.

## Kalendář

### Závody jednotlivců
| Datum konání       | Místo konání  | Můstek / Běh         | Vítěz                             | Druhé místo                       | Třetí místo                       | Česká účast | Detaily                           |
| ------------------ | ------------- | -------------------- | --------------------------------- | --------------------------------- | --------------------------------- | --- | --------------------------------- |
| 25. listopadu 2011 | Kuusamo       | HS142 / 10 km        | Magnus Krog                       | Akito Watabe                      | Tino Edelmann                     | 26. Aleš Vodseďálek 28. Tomáš Slavík 36. Pavel Churavý                                                         | [ 1 ]                             |
| 26. listopadu 2011 | Kuusamo       | HS142 / 10 km        | Tino Edelmann                     | Janne Ryynänen                    | Akito Watabe                      | 23. Aleš Vodseďálek 27. Tomáš Slavík 41. Pavel Churavý                                                         | [ 2 ]                             |
| 3. prosince 2011   | Lillehammer   | HS100 / 10 km        | Håvard Klemetsen                  | Alessandro Pittin                 | Tino Edelmann                     | 18. Miroslav Dvořák 34. Aleš Vodseďálek 43. Tomáš Slavík 44. Pavel Churavý                                     | [ 3 ]                             |
| 4. prosince 2011   | Lillehammer   | HS138 / penalty race | Eric Frenzel                      | Jason Lamy-Chappuis               | Björn Kircheisen                  | 26. Tomáš Slavík 30. Pavel Churavý 38. Aleš Vodseďálek                                                         | [ 4 ]                             |
| 10. prosince 2011  | Ramsau        | HS98 / 10 km         | Jan Schmid                        | Jason Lamy-Chappuis               | Tino Edelmann                     | 32. Pavel Churavý 44. Aleš Vodseďálek                                                                          | [ 5 ]                             |
| 11. prosince 2011  | Ramsau        | HS98 / 10 km         | Jason Lamy-Chappuis               | Magnus Krog                       | Mario Stecher                     | 19. Pavel Churavý 39. Aleš Vodseďálek                                                                          | [ 6 ]                             |
| 17. prosince 2011  | Seefeld       | HS109 / 10 km        | Jason Lamy-Chappuis               | Akito Watabe                      | Alessandro Pittin                 | 28. Pavel Churavý 34. Aleš Vodseďálek 37. Tomáš Slavík                                                         | [ 7 ]                             |
| 18. prosince 2011  | Seefeld       | HS109 / 10 km        | Jason Lamy-Chappuis               | Alessandro Pittin                 | Jørgen Gråbak                     | 35. Pavel Churavý 37. Aleš Vodseďálek 39. Tomáš Slavík                                                         | [ 8 ]                             |
| 8. ledna 2012      | Schonach      | HS 137 / 10 km       | Mikko Kokslien                    | Magnus Moan                       | Björn Kircheisen                  | 26. Tomáš Slavík 30. Pavel Churavý 39. Aleš Vodseďálek                                                         | [ 9 ]                             |
| 13. ledna 2012     | Chaux-Neuve   | HS118 / 10 km        | Alessandro Pittin                 | Jason Lamy-Chappuis               | Fabian Riessle                    | 30. Miroslav Dvořák 36. Pavel Churavý 42. Aleš Vodseďálek                                                      | [ 10 ]                            |
| 14. ledna 2012     | Chaux-Neuve   | HS118 / 10 km        | Alessandro Pittin                 | Jason Lamy-Chappuis               | Fabian Riessle                    | 22. Pavel Churavý                                                                                              | [ 11 ]                            |
| 15. ledna 2012     | Chaux-Neuve   | HS118 / 10 km        | Alessandro Pittin                 | Jørgen Gråbak                     | Mikko Kokslien                    | 23. Miroslav Dvořák 37. Pavel Churavý 47. Aleš Vodseďálek                                                      | [ 12 ]                            |
| 28. ledna 2012     | Zakopane      | HS134 / 10 km        | Nahrazeno závody ve Val di Fiemme | Nahrazeno závody ve Val di Fiemme | Nahrazeno závody ve Val di Fiemme | Nahrazeno závody ve Val di Fiemme                                                                              | Nahrazeno závody ve Val di Fiemme |
| 29. ledna 2012     | Zakopane      | HS134 / penalty race | Nahrazeno závody ve Val di Fiemme | Nahrazeno závody ve Val di Fiemme | Nahrazeno závody ve Val di Fiemme | Nahrazeno závody ve Val di Fiemme                                                                              | Nahrazeno závody ve Val di Fiemme |
| 3. února 2012      | Val di Fiemme | HS134 / 10 km        | Jason Lamy-Chappuis               | Björn Kircheisen                  | Mikko Kokslien                    | 15. Pavel Churavý 19. Tomáš Slavík 24. Miroslav Dvořák                                                         | [ 13 ]                            |
| 5. února 2012      | Val di Fiemme | HS134 / 10 km        | Akito Watabe                      | Mikko Kokslien                    | Bill Demong                       | 17. Miroslav Dvořák 31. Tomáš Slavík 38. Pavel Churavý 51. Lukáš Havránek                                      | [ 14 ]                            |
| 11. února 2012     | Almaty        | HS140 / 10 km        | Mikko Kokslien                    | Björn Kircheisen                  | Akito Watabe                      | 13. Miroslav Dvořák 18. Tomáš Slavík 20. Pavel Churavý 38. Aleš Vodseďálek                                     | [ 15 ]                            |
| 12. února 2012     | Almaty        | HS140 / 10 km        | Mikko Kokslien                    | Akito Watabe                      | Bernhard Gruber                   | 19. Miroslav Dvořák 23. Tomáš Slavík 34. Pavel Churavý 42. Aleš Vodseďálek                                     | [ 16 ]                            |
| 18. února 2012     | Klingenthal   | HS140 / 10 km        | Akito Watabe                      | Jason Lamy-Chappuis               | Bernhard Gruber                   | 25. Miroslav Dvořák                                                                                            | [ 17 ]                            |
| 19. února 2012     | Klingenthal   | HS140 / 10 km        | Jason Lamy-Chappuis               | Bernhard Gruber                   | Tomáš Slavík                      | 20. Miroslav Dvořák 34. Pavel Churavý 35. Lukáš Havránek                                                       | [ 18 ]                            |
| 25. února 2012     | Liberec       | HS134 / penalty race | Bernhard Gruber                   | Eric Frenzel                      | Wilhelm Denifl                    | 13. Miroslav Dvořák 31. Pavel Churavý 40. Lukáš Havránek 43. Aleš Vodseďálek                                   | [ 19 ]                            |
| 26. února 2012     | Liberec       | HS134 / 10 km        | Akito Watabe                      | Jason Lamy-Chappuis               | Mario Stecher                     | 19. Tomáš Slavík 28. Miroslav Dvořák 31. Pavel Churavý 41. Aleš Vodseďálek 43. Lukáš Havránek 50. Lukáš Jančík | [ 20 ]                            |
| 3. března 2012     | Lahti, Finsko | HS130 / 10 km        | Jan Schmid                        | Tino Edelmann                     | Johannes Rydzek                   | 23. Miroslav Dvořák 29. Tomáš Slavík 30. Pavel Churavý                                                         | [ 21 ]                            |
| 9. března 2012     | Oslo          | HS106 / 10 km        | Akito Watabe                      | Mikko Kokslien                    | Bernhard Gruber                   | 10. Miroslav Dvořák 27. Tomáš Slavík 50. Pavel Churavý                                                         | [ 22 ]                            |
| 10. března 2012    | Oslo          | HS134 / 10 km        | Bryan Fletcher                    | Mikko Kokslien                    | Taihei Kato                       | 20. Miroslav Dvořák 25. Tomáš Slavík                                                                           | [ 23 ]                            |

### Závody družstev
| Datum konání      | Místo konání  | Můstek / Běh                   | Vítěz                                                       | Druhé místo                                                       | Třetí místo                                                            | Česká účast                                                                         | Detaily |
| ----------------- | ------------- | ------------------------------ | ----------------------------------------------------------- | ----------------------------------------------------------------- | ---------------------------------------------------------------------- | ----------------------------------------------------------------------------------- | ------- |
| 16. prosince 2011 | Seefeld       | sprint dvojic HS109 / 2×7,5 km | Francie I Jason Lamy-Chappuis Sébastien Lacroix             | Itálie I Lukas Runggaldier Alessandro Pittin                      | Norsko I Mikko Kokslien Magnus Krog                                    | 14. Česko II Tomáš Slavík Pavel Churavý 17. Česko I Aleš Vodseďálek Miroslav Dvořák | [ 24 ]  |
| 7. ledna 2012     | Obersdorf     | HS137 / 4×5 km                 | Norsko Magnus Moan Mikko Kokslien Jan Schmid Jørgen Graabak | Německo Johannes Rydzek Fabian Riessle Eric Frenzel Tino Edelmann | Rakousko Wilhelm Denifl Christoph Bieler Mario Stecher Bernhard Gruber | 7. Česko Miroslav Dvořák Pavel Churavý Aleš Vodseďálek Tomáš Slavík                 | [ 25 ]  |
| 4. února 2012     | Val di Fiemme | sprint dvojic HS134 / 2×7,5 km | Norsko I Mikko Kokslien Magnus Moan                         | Francie I Maxime Laheurte Jason Lamy-Chappuis                     | Francie II François Braud Sébastien Lacroix                            | Český tým nestartoval                                                               | [ 26 ]  |

## Pořadí Světového poháru
| Pořadí SP - jednotlivci | Pořadí SP - jednotlivci | Pořadí SP - jednotlivci | Pořadí SP - jednotlivci | Pořadí SP - jednotlivci |
| Umístění                |                         | Jméno a příjmení        | Body                    |                         |
| ----------------------- | ----------------------- | ----------------------- | ----------------------- | ----------------------- |
| 1.                      | Francie                 | Jason Lamy-Chappuis     | 1306 b.                 |                         |
| 2.                      | Japonsko                | Akito Watabe            | 1238 b.                 |                         |
| 3.                      | Norsko                  | Mikko Kokslien          | 1061 b.                 |                         |
| 4.                      | Rakousko                | Bernhard Gruberl        | 765 b.                  |                         |
| 5.                      | Německo                 | Björn Kircheisen        | 728 b.                  |                         |
| 6.                      | Německo                 | Eric Frenzel            | 727 b.                  |                         |
| 7.                      | Itálie                  | Alessandro Pittin       | 724 b.                  |                         |
| 8.                      | Německo                 | Tino Edelmann           | 685 b.                  |                         |
| 9.                      | Norsko                  | Jan Schmid              | 619 b.                  |                         |
| 10.                     | Norsko                  | Håvard Klemetsen        | 559 b.                  |                         |
|                         |                         |                         |                         |                         |
| 29.                     | Česko                   | Miroslav Dvořák         | 160 b.                  |                         |
| 32.                     | Česko                   | Tomáš Slavík            | 134 b.                  |                         |
| 40.                     | Česko                   | Pavel Churavý           | 54 b.                   |                         |
| 52.                     | Česko                   | Aleš Vodseďálek         | 13 b.                   |                         |

| Pořadí SP - pohár národů | Pořadí SP - pohár národů | Pořadí SP - pohár národů | Pořadí SP - pohár národů | Pořadí SP - pohár národů |
| Umístění                 |                          | Země                     | Body                     |                          |
| ------------------------ | ------------------------ | ------------------------ | ------------------------ | ------------------------ |
| 1.                       | Norsko                   | Norsko                   | 4903 b.                  |                          |
| 2.                       | Německo                  | Německo                  | 4109 b.                  |                          |
| 3.                       | Francie                  | Francie                  | 3303 b.                  |                          |
| 4.                       | Rakousko                 | Rakousko                 | 3027 b.                  |                          |
| 5.                       | Japonsko                 | Japonsko                 | 2029 b.                  |                          |
| 6.                       | Spojené státy americké   | USA                      | 1668 b.                  |                          |
| 7.                       | Itálie                   | Itálie                   | 1623 b.                  |                          |
| 8.                       | Česko                    | Česko                    | 461 b.                   |                          |
| 9.                       | Finsko                   | Finsko                   | 381 b.                   |                          |
| 10.                      | Slovinsko                | Slovinsko                | 268 b.                   |                          |